# Драган Бошковић
Драган Бошковић (Београд, 16. фебруар 1970) српски је песник, теоретичар и историчар српске књижевности. Редовни је професор Филолошко-уметничког факултета Универзитета у Крагујевцу.

## Биографија и образовање
Завршио је Прву београдску гимназију, а 1989. године започео студије на Пољопривредном факултету у Београду, које је напустио 1992, када је уписао Филолошки факултет у Београду (група: Српска књижевност и језик са општом књижевношћу). Дипомирао је, магистрирао и докторирао на истом факултету. Похађао је и један семестар Студија културе у оквиру Алтернативне академске образовне мреже (1999, Београд). Током постдипломских студија и рада на докторату био је стипенедиста Министарства науке, технологије и развоја Републике Србије. Године 2003. је засновао радни однос на Филолошко-уметничком факултету Универзитета у Крагујевцу, где и данас ради у звању редовног професора. Бавио се и књижевнокритичарским радом и учествовао на више од 70 промоција и књижевних вечери. Пише студије, научне радове, књижевнокритичке и есејистичке текстове. Објавио више монографија, приредио преко двадесет научних зборника. Главни уредник је научног часописа Наслеђе и уредник монографске библиотеке Црвена линија (ФИЛУМ, Крагујевац). Област интересовања: савремена српска књижевност, теорија књижевности, културологија.
Интензивно учествује у књижевном животу као критичар, есејиста, научник, предавач, али и као писац. Од 1995. објављује поезију. Објавио је седам песничких књига, учествовао на низу песничких фестивала и манифестација. Добитник је више награда за поезију. Поезија му је превођена на украјински, пољски, чешки, словеначки, шпански, јапански језик. Учествовао у раду више жирија за доделу књижевних награда. 2016. године, са Александром Стојановић, даницом Савић и Славицом Николић основао је бенд The Vocal Clash. О његовом поетском стваралаштву објављено је преко 30 књижевних критика и приказа.
Живи у Београду, ради у Крагујевцу. Васпитан на rock’n’roll-у, специјализовао punk rock и hard core. Образован у духу теологије, постструктурлистичких теорија и Господара прстенова. Омиљени стрип: Херманов Џеремаја. Филм: Линчов Дивљи у срцу. Глумица: Ума Турман.

## Каријера

### Учешће у органима управљања
Године 2006,2009.
- Шеф Катедре за српску књижевност на Филолошко-уметничком факултету.

2008.
- Аутор и координатор докторских студија из филологије (модул књижевност) на Филолошко-уметничком факултету.

2009-2013.
- Продекан за научноистраживачки рад на Филолошко-уметничком факултету.

2013.
- Аутор и координатор докторских студија из Српског језика и књижевности на Филолошко-уметничком факултету.

2015-2018.
- Проректор за науку Универзитета у Крагујевцу.

#### Организаторски рад, чланство у организационим одборима научних скупова
Године 2003,
- Координатор манифестације Дани Милоша Црњанског (организатор: Народна библиотека Вук Караџић у Крагујевцу).

2004.
- Водитељ трибине Књижевност и политика и Када у излозима књижара више не буде књига у оквиру манифестације Крагујевачка књижевна недеља (Хотел „Крагујевац“, Крагујевац).

2004-2010.
- Заменик начелника Одсека за језик и књижевност Центра за научноистраживачки рад САНУ и Универзитета у Крагујевцу.

2007.
- (јун 2007 - фебруар 2008) Председник Комисије за издавачку делатност Филолошко-уметничког факултета у Крагујевцу.

2007.
- Члан организационог одбора Међународног научног скупа Српски језик, књижевност, уметност (Филолошко-уметнички факултет, Крагујевац).

2009.
- (19. и 21. мај) Водитељ радионице Читај поезију! у оквиру Светског дана поезије (Културни центар Београда).

2010.
- Организовао округли сто Књижевни завет Меше Селимовића (Народна библиотека Вук Караџић у Крагујевцу)

2010-2017.
- Оснивач и члан организационог одбора Научног скупа Младих филолога Србије (ФИЛУМ, Крагујевац).

2011.
- Аутор семинара за стручно усавршавање наставника и професора српског језика и књижевности основних и средњих школа: Савремене лингвистичке и књижевнотеоријске методе у настави српског језика и књижевности (29. април - 1. мај, Филолошко-уметнички факултет).
- Организовао округли сто Иво Андрић и крај приче (Народна библиотека Вук Караџић у Крагујевцу)
- Члан организационог одбора Међународног научног скупа Интердисциплинарност и јединство савремене науке, Филозофски факултет Источно Сарајево.

2011-2013.
- Члан радне групе за израду Општих стандарда постигнућа – образовни стандарди за крај општег средњег образовања (Завод за вредновање квалитета образовања и васпитања Републике Србије).

2012.
- Члан организационог одбора Наука и идентитет, међународни научни скуп, Филозофски факултет Источно Сарајево.
- Организовао научни округли сто ЕГЗИЛ(АНТИ): књижевност, култура, друштво, Врњачка Бања, 28-29. X 2012..
- Организовао округли сто ПЕКИЋ: 1930-1992. (Народна библиотека Вук Караџић у Крагујевцу)
- Члан организационог одбора међународног научног скупа Студије хиспанистике – традиција, изазови, иновације (ФИЛУМ, Крагујевац, 28-29. 09. 2012)

2013.
- Члан организационог одбора Наука и глобализација, међународни научни скуп, Филозофски факултет Источно Сарајево.
- Организовао научни округли сто Византија у (српској) књижевности и култури од средњег до двадесет и првог века (Златибор, 02-04. 11 2013).

2014.
- Члан организационог одбора међународног научног скупа Наука и слобода (Филозофски факултет Источно Сарајево).

2014-2018.
- Члан организационог комитета 16. Међународног конгреса слависта (Београд).

2016.
- Руководилац Одсека за поље друштвено-хуманистичких наука Центра за научноистраживачки рад САНУ и Универзитета у Крагујевцу.
- Члан уређивачког одбора Центра за издавачко-информатичку делатност ФИЛУМ-а.
- Уредник издавачке библиотеке Црвена линија.

2017
- Руководилац Центра за проучавање језика и књижевности на Филолошко-уметничком факултету

2017.
- Организовао округли сто У сусрет Међународном конгресу слависта: Србистика и будућност ћирилице (Универзитетска галерија, Крагујевац)

2018.
- Члан организационог одбора међународног научног скупа Језик, култура, образовање (Педагошки факултет у Ужицу)

#### Учешће на промоцијама књига и књижевним вечерима
- 1998. Последња деценија Николе Маловића (Студентски дом 4. април, Београд)
- 1999. Снег на испиту зрелости Томислава Марковића (Дом омладине, Кикинда)
- 2000. Предосећање грашанског рата Саше Илића (Дом културе Студентски град, Београд)
- 2001. У кожном повезу Емилије Миловановић (Народна библиотека Стефан Првовенчани, Краљево)
- 2002. Манифест Кометаизма Милоша Младеновића и Војислава Тодоровића (Библиотека Петар Кочић, Београд)
- 2003. Промоција специјалног издања часописа Благовест (Педагошки музеј, Београд)
- 2003. Промоција нових издања издавачке куће Плато (Врбас)
- 2003. Промоција нових издања издавачке куће Плато (Народна библиотека Вук Караџић, Крагујевац)
- 2003. Алеја бизарних кипова Дејана Вукићевића (Библиотека Милутин Бојић, Београд)
- 2003. Прича Јеврејина луталице Жан д'Ормесона (Дечје одељење Библиотеке града Београда, Београд)
- 2004. Промоција нових издања издавачке куће Плато (Библиотека града Београда, Београд)
- 2004. Светлост у налету Војислава Карановића (Културни центар, Нови Сад) (Бански двор, Бања Лука) (Народна библиотека Вук Караџић, Крагујевац) (Меморијал Николе Пашића, Зајечар)
- 2004. Промоција CD-ова: Данило Киш, Оставштина и Данило Киш, Сабрана дела (Библиотека Данило Киш, Врбас) (Народна библиотека Вук Караџић, Крагујевац)
- 2004. Родина, убусуна Кајоко Јамасаки (СКЦ, Београд)
- 2004. Осено дрво живота Малише Станојевића (Градска библиотека, Панчево)
- 2004. Промоција издања едиције Првенац за 2004. годину (СКЦ, Крагујевац)
- 2004. Промоција првог броја часописа Наслеђе (Културни центар, Београд)
- 2005. Аплонови путокази Мила Ломпара (Библиотека града Београда, Београд)
- 2005. Промоција CD-ова: Данило Киш, Оставштина и Данило Киш, Сабрана дела (Народна библиотека Стефан Првовенчани, Краљево)
- 2005. Дивљи камен Марка Вуковића (Народна библиотека „Вук Караџић“, Крагујевац)
- 2005. Промоција издања едиције „Првенац“ за 2005. годину (СКЦ, Крагујевац)
- 2005. Промоција другог броја часописа Наслеђе (Друга крагујевечка гимназија, Крагујевац)
- 2005. Портрет народнога краља Малише Станојевића (Прва гимназија, Сремски Карловци) (Прва гимназија, Каргујевац) (Скупштина општине Рача, Рача Крагујевачка)
- 2005. Пенелопа у транзицији Јање Раонић (Градска библиотека Владислав Петковић Дис, Чачак)
- 2005. Свеже тајне бића Драгослава Ђорђевића (Народна библиотека, Крушевац)
- 2006. Споменица Данила Киша (САНУ, Београд)
- 2006. Сановник, река Кајоко Јамасаки (Културни центар Београда, Београд)
- 2006. Промоција трећег броја часописа Наслеђе (Народни музеј, Крагујевац)
- 2006. Гнездо над понором Драгана Јовановића Данилова (Задужбина Илије Коларца, Београд).
- 2006. Промоција четвртог броја часописа Наслеђе (Народна библиотека Вук Караџић, Крагујевац)
- 2006. Клатно се боји летења Драгана Радованчевића (Студентски културни центар, Београд)
- 2007. Око нуле Ане Ристовић (Дом културе Студентски град, Београд)
- 2007. Наслеђе (бр. 3, 4, 5) (Културни центар, Београд)
- 2007. Елпенори Саше Јеленковића (Библиотека града Београда, Београд)
- 2007. Елпенори Саше Јеленковића (Народна библиотека Вук Караџић, Крагујевац)
- 2007. Клатно се боји летења Драгана Радованчевића (Ликовни салон, Чачак)
- 2007. Сабрана дела Данила Киша (Просвета, Београд)
- 2007. Малиша Станојевић, Трагом српскога вожда (Скупштина општине Рача, Рача Крагујевачка)
- 2007. Сабрана дела Данила Киша (Дом омладине, Београд)
- Марија Поповић, Бело путовање (Гимназија, Смедеревска Паланка)
- 2008. Слободан Владушић, На промаји; Портрет хеременутичара у транзицији (Културни центар Новога Сада, Нови Сад)
- 2008. Соња Веселиновић, Поема преко (Народно позориште, Зајечар)
- 2008. Лако перо Радоја Домановића (зборник) (Кућа Ђуре Јакшића, Београд)
- 2008. Мило Ломпар, Моралистички фрагменти (Народна библиотека Вук Караџић, Крагујевац)
- 2008. Лако перо Радоја Домановића (зборник) (Сајам књига, Крагујевац)
- 2008. Војислав Карановић, Наше небо (Културни центар Новога Сада, Нови Сад)
- 2008. Ала Татаренко, Место сусрета / У зачараном троуглу: Црњански-Киш-Пекић (Народна библиотека Вук Караџић, Крагујевац)
- 2008. Изабрана дела Данила Киша (12. март, Дом писаца, Сарајево, БИХ)
- 2009. Ђорђе Милосављевић, Ђаво и мала госпођа (Народна библиотека Вук Караџић, Крагујевац)
- 2009. Татјана Росић, Мит о савршеној биографији (Библиотека града Београда, Београд)
- 2009. Наслеђе (бр. 11) (Народна библиотека Вук Караџић, Крагујевац)
- 2009. Радоје Домановић, Сабрана дела, књ. 2 (Крагујевац)
- 2009. Драгана Брдарић, Игре за децу града (Зајечар)
- 2010. Саша Јеленковић, Градски архив (Зајечар)
- 2010. Горан Петровић, Испод таванице која се љуспа, Дом културе Студентски град (Београд)
- 2011. Александар Јерков, Смисао (српског) стиха I-II (СКЦ, Београд)
- 2011. Радоје Домановић, Сабрана дела, књ. 2 (Народна библиотека, Смедераво)
- 2012. Дејан Алексић, Једино ветар (СКЦ, Београд)
- 2012. Ђорђе Сибиновић, Насеље белих кућа (СКЦ, Београд)
- 2012. Милош Ковачевић, Лингвостилистика књижевног текста / Стилска значења и зрачења (Народна библиотека Вук Караџић, Крагујевац)
- 2013. Војислав Карановић, Унутрашњи човек (Огранак САНУ, Нови Сад)
- 2013. Ненад Николић, Геометрија прошлости: Књижевна историја Јована Деретића (Задужбина Илије М. Коларца, Београд)
- 2014. Ђорђе Сибиновић, Речник поезије (Шабачка библиотека, Шабац)
- 2014. Саша Радојчић, Cyber Zen, Књижевна Трибина СКД-а (Београд, СКД).
- 2014. Ана Ристовић, Метеорски отпад, Књижевна Трибина СКД-а (Београд, СКД)
- 2014. Сава Дамјанов, Итика Јерополитика Вук (Народна библиотека Вук Караџић, Крагујевац)
- 2015. Желимир Вукашиновић, Отпад (ФИЛУМ, Крагујевац)
- 2015. Енес Халиловић, Зидови (Културни центар, Нови Пазар)
- 2016. Ђорђе Д. Сибиновић, Антологија упоредних снова (Шабац)
- 2016. Ђорђе Д. Сибиновић, Година бунта (Народна библиотека Вук Караџић, Крагујевац)
- 2016. Промоција монографских издања ФИЛУМ-а (Универзитетска галерија, Крагујевац)
- 2016. Малиша Станојевић, Ходање по ветру (Библиотека града Београда, Београд)
- 2017. Предраг Тодоровић, Планета дада / Дадаистички часописи (Задужбина Илије Коларца, Београд)
- 2017. Душан Иванић (зборник), (Задужбина Илије Коларца, Београд)
- 2018. Црвена линија 1: монографска библиотека ФИЛУМ-а. (Задужбина Илије Коларца, Београд)
- 2018. Црвена линија 2: монографска библиотека ФИЛУМ-а. (Задужбина Илије Коларца, Београд)

#### Лекторски рад
- 2001. Danilo Kiš, Grobnica za Borisa Davidoviča (redaktor izdanja), Plato, Beograd.
- 2002. Devid Nobz, E, pa ne bih vas više zadržavala, Plato, Beograd.
- 2002. Vikram Set, Beskrajna muzika, Plato, Beograd.
- 2002. Milena Jesenska, Ostati na nogama, Plato, Beograd.
- 2002. Aleksandar Žarden, Gospođica Liberte, Plato, Beograd.
- 2003. Enrike Vila-Matas, Bartlbi i kompanija, Plato, Beograd.
- 2003. Džejms Heriot, Priče o psima, Plato, Beograd.
- 2003. Džejms Glajk, Brže, Plato, Beograd.
- 2003. Аделајн Јен Ма, Опало лишће, Plato, Beograd.
- 2004. Žan d'Ormeson, Priča Jevrejina lutalice, Plato, Beograd.
- 2004. Aleš Čar, Pasji tango, Plato, Beograd.
- 2004. Viktor Jerofejev, Ruska lepotica, Plato, Beograd.
- 2004. Jovan Pavle II, Rimski triptih, Beogradska nadbiskupija, Beograd.
- 2004. Susret između pape Jovana Pavla Drugog i patrijarha Vartolomeja Prvog, Beogradska
- nadbiskupija, Beograd.
- 2005. Слободан Зубановић, Save As, Plato, Beograd.
- 2007. Socijalno učenje Katoličke crkve, Beogradska nadbiskupija, Beograd.
- 2008. Pol Lorens, Biblijski atlas (Mono i Manjana, Beograd)
- 2010. Enciklika Ljubav u istini pape Benedikta XVI, Beogradska nadbiskupija, Beograd.
- 2012. Enciklika Svetlo vere pape Franje I, Beogradska nadbiskupija, Beograd.
- 2014. Zoran M. Jovanović, Beogradska nadbiskupija i njeno okruženje u vremenu i prostoru,
- Beogradska nadbiskupija, Beograd.
- 2017. Zoran M. Jovanović, Slovenački umetnici u Beogradu / Prilog istoriji slovenačkog naroda, Beogradska nadbiskupija, Beograd.

### Учешће на пројектима

#### Пројекти основних истраживања
Године 1999,2001.
- Истраживач-стипендиста на научном пројекту основних истраживања Поетика српске књижевности (Институт за књижевност и уметност у Београду, руководилац пројекта: проф. др Новица Петковић).

2002-2005.
- Истраживач-докторанд на научном пројекту основних истраживања Техника и семантика приповедања (Филолошки факултет у Београду, руководилац пројекта: проф. др Душан Иванић).

2006-2010.
- Истраживач на научном пројекту основних истраживања Етничка и социјална стратификација Балкана (Балканолошки институт САНУ, руководилац пројекта: др Биљана Сикимић) (148011)
- Истраживач на научном пројекту основних истраживања Лексикон српског реализма (Филолошки факултет у Београду, руководилац пројекта: проф. др Душан Иванић) (148007А).

2011.
- Руководилац пројекта основних истраживања Друштвене кризе и савремена српска књижевност и култура: национални, регионални, европски и глобални оквир (178018, Филолошко-уметнички факултет у Крагујевцу).

#### Пројекти Министарства културе
Године 2015,
- Истраживач на пројекту Усмено, обредно, књижевно (прва фаза: Canis lupus између обредне маске и књижевне животиње) Министарства културе и информисања Републике Србије. (ФИЛУМ; руководилац: проф. др Маја Анђелковић)

#### Факултетски пројекти
Године 2004,
- Координатор првог дела пројекта (серија предавања) (Зло)употребе историје у српској књижевности од 1945. до 2000. године (организатор: Одсек за језик и књижевност Центра за научноистраживачки рад САНУ и Универзитета у Крагујевцу и Народна библиотека Вук Караџић у Крагујевцу).

2005.
- Координатор другог дела пројекта (Зло)употребе историје у српској књижевности од 1945. до 2000. године (организатор: Народна библиотека Вук Караџић у Крагујевцу и Одсек за језик и књижевност Центра за научноистраживачки рад САНУ и Универзитета у Крагујевцу).

2010.
- Координатор пројекта Фигурације птица у књижевности и култури (организатор: Филолошко-уметнички факултет, Народна библиотека Вук Караџић у Крагујевцу и Одсек за језик и књижевност Центра за научноистраживачки рад САНУ и Универзитета у Крагујевцу)

2017-2019.
- Руководилац факултетског пројекта БРЕНДОВИ У КЊИЖЕВНОСТИ И ЈЕЗИКУ (Филолошко-уметнички факултет, Крагујевац)
- Пројекти Центра за научноистраживачки рад САНУ и Универзитета у Крагујевцу

#### Регионални
Године 2012,2016.
- Истраживач на пројекту Значај српског језика и књижевности за очување идентитета Републике Српске (Филозофски факултет у Источном Сарајеву, руководилац пројекта: проф. др Милош Ковачевић)

### Учешће на научним конференцијама, округлим столовима, јавна предавања, гостовања

#### Конференције (међународне)
Године 2000,
- (11-17. децембар, Културни центар, Београд) - „Историјско несвесно савремене српске прозе“ - Моја приватна Европа (међународни научни скуп; организатор: Културни центар Београд и Форум писаца).

2005.
- (09-13. јануар, Витемберг, Немчка) - „Наративна савест друштва: Постисторијски и постлогички дискурс Гробнице за Бориса Давидовича Данила Киша“ - Literatur und Geschichtskultur im Staatssozialismus: Jugoslavien und Bulgarien (међународна научна конференција)

2006.
- (31. 10 - 01. 11, Филолошко-уметнички факултет, Крагујевац) - „Лаза Лазаревић и крај реалистичког дискурса“ - Српски језик, књижевност, уметност (међународни научни скуп)

2007.
- (16-18. мај, Лавов, Украјина) - „Свет маски: језички, наративни, културни и онтолошки театар у Другој књизи Сеоба Милоша Црњанског“ - XVI међународна славистичка конференција Лавовског националног универзитета Иван Франко (међународни научни скуп).
- (21-22. септембар, Загреб, Хрватска) - „Идентитет роман: Прољећа Ивана Галеба Владана Деснице“ - Десничини дани (међународни научни скуп)
- (26-27. октобар, Филолошко-уметнички факултет, Крагујевац) - „Социјалистичка парадигма српске модернистичке и постмодернистичке књижевности“ - Српски језик, књижевност, уметност (међународни научни скуп)
- (01-04. новембар, Трир, Намачка) - „Српски бог Рат“ - Vom Umgang mit Geschehenem – Mechanismen der Kriegsverarbeitung und Strategien der Friedenssuche in Geschichte und Gegenwart der kroatischen und serbischen Literatur und Kultur (међународни научни скуп)
- (29-30. новембар Институт за књижевност и уметност, Београд) – „Животиње, политика, род: Друга књига Сеоба Милоша Црњанског“ - Представљање родних идентитета у књижевностима и културама Балкана и југоисточне Европе (међународни научни скуп)

2008.
- (31. октобар-01. новембар, Филолошко-уметнички факултет, Крагујевац) - „Кишов Крлежа: идеолошки интеркултурализам“ - Српски језик, књижевност, уметност (међународни научни скуп)
- (19-20. новембар, Институт за књижевност и уметност, Београд) - „Заблуде модернизма: Пекић“ - Поетика Борислава Пекића – преплитње жанрова (међународни научни скуп)

2009.
- (28-29. мај, Филолошки факултет, Београд) - „Симо Матавуљ и нулти степен релистичког наратива“ - Књижевно дело Симе Матавуља (међународни научни скуп)
- (30-31. октобар, Филолошко-уметнички факултет, Крагујевац) – „Етка, књижевност, империјализам“ - Српски језик, књижевност, уметност (међународни научни скуп)

2010.
- (24-30. мај, Дрохобич, Украјина) - “Death, the Identity of Literature and Biblical Tradition: Bruno Schulz, Danilo Kiš, Dragan Boskovic” - IV International Bruno Schulz Festival (међународни научни скуп)
- (08-09. октобар, Грац, Аустрија) – „Империјални оквири и генеза Андрићевог дискурса: Одустајање од идентитета“ - Treći međunarodni naučni skup: Austrougarski period Ive Andrića (projekat: Andrić-Initiative: Ivo Andrić u evropskom kontekstu (међународни научни скуп).
- (29-30. октобар, Филолошко-уметнички факултет, Крагујевац) – „Зашто у књижевности брак није могућ: зашто књижевност није могућа у браку?“- Српски језик, књижевност, уметност (међународни научни скуп)

2011.
- (15-16. април, Филозофски факултет, Ниш) – „Изван језика: Онтолошко-егзистенцијалне предиспозиције књижевности, комуникације, хуманитета“ - Језик, књижевност, комуникација (међународни научни скуп)

2011.
- (21-22. мај, Филозофски факултет у Источном Сарајеву, БИХ), „Постојати, дакле, немати идентитет: критика идеолошких конфигурација идентитета“ - Наука и идентитет (међународни научни скуп)
- (15-17. септембар, Филолошки факултет, Београд) - „Бити Ћамил или не бити: Онтолошко заснивање идентитета у прози Иве Андрића“ - 41. међународни научног састанка слависта у Вукове дане. (међународни научни скуп)
- (28-29. октобар, Филолошко-уметнички факултет, Крагујевац) – „Месија: Књижевност и хришћанско преусмеравање Левинасове идеје Богочовека“- Српски језик, књижевност, уметност (међународни научни скуп)

2012.
- 27-28. april, Filozofski fakultet, Niš) - „Politike prijateljstva: alteritet, omtologija, književnost“, Jezik, književnost, vrednosti (međunarodni naučni skup)
- (12-14. септембар, Филолошки факултет, Београд) - „Завет изгнаног песништва: Једна (не)могућа антологија српске поезије 20. века“ - 42. међународни научног састанка слависта у Вукове дане. (међународни научни скуп)
- (26-27. октобар, Филолошко-уметнички факултет, Крагујевац) – „Андрић: Проклетство и светост“ - Српски језик, књижевност, уметност (међународни научни скуп)
- (24. децембар, Филолошки факултет, Београд) – „Завет и насиље канона: Историја српске књижевности Јована Деретића“ - Књижевни историчар Јован Деретић (међународни научни скуп)

2013.
- (17-18. мај, Филозофски факултет, Источно Сарајево) – „Ритуални залог постојања: Процес и Дервиш и смрт“, Наука и глобализација (међународни научни скуп)
- (20-27. август, Минск, Белорусија) – „Културне последице и идеолошко-политичко залеђе идеје југословенске књижевности у (јужно)словенском контексту: Интеркултурни одговор – Петнаести светски конгрес слависта (међународни научни скуп)

2014.
- (24-25. октобар, Филолошко-уметнички факултет, Крагујевац) – „Рат је отац свих ствари“ - Српски језик, књижевност, уметност (међународни научни скуп)

2015.
- (7-8. 02, Матица српска – Друштво чланова у Црној Гори, Подгорица) – „(По)етика и политика: Пекић и Киш – Пеотика и етика Борислава Пекића (међународни научни скуп)
- 2015.
- (23-25. октобар, Филолошко-уметнички факултет, Крагујевац) – Пленарно предавање: „Beli zec ili kako misliti književnost, muziku, kulturu: Luis Kerol, Jefferson Airplane, The Matrix“ - Српски језик, књижевност, уметност (међународни научни скуп)

2016.
- (28-29. октобар, Филолошко-уметнички факултет, Крагујевац) – „Шта људи не говоре: Људи говоре Растка Петровића“ - Српски језик, књижевност, уметност (међународни научни скуп)

2017.
- (26-28. мај, Подгорица, Црна Гора) – „ЛЕЛЕЈСКА или ЦРНА ГОРА: Идеологија, психологија, егзистенција и модернистички субјект Лалићеве Лелејске горе“ - Српско језичко и књижевно насљеђе на простору данашње Црне Горе. Српски језик и књижевност данас (међународни научни скуп)
- (27-28. октобар, Филолошко-уметнички факултет, Крагујевац) – „ЛУТЕР VS ТЕРЕЗА АВИЛСКА: Раздируће настајање модернитета“ - Српски језик, књижевност, уметност (међународни научни скуп)

2018.
- (21-27. август, Београд, Србија) – Немогућа славистика (округли сто), Шеснаести светски конгрес слависта (међународни научни скуп)
- (26-27. октобар, Филолошко-уметнички факултет, Крагујевац) – „Бебе – абортус хуманитета“ - Српски језик, књижевност, уметност (међународни научни скуп)
- (28. септембар, Педагошки факултет, Ужице) Пленарно предавање: „Као да то није ништа или Од игре до слободе: Поетика ршума у српској књижевности“, Књижевно дело Љубивоја Ршумовића (међународни научни скуп)

#### Конференције (националне)
Године 2005,
- (28-30. новембар, Врњачка Бања) – пленарно предавање „Две перспективе генезе српског постмодернизма“ - Саветовање наставника српског језика и књижевности средњих и основних школа Србије - „Нова тумачења књижевности у настави“.

2012.
- (05-06. октобар, Студеница) „Цинизам медицине и лечење литературом“, „Медицина и уметност“ (национални научни скуп)

2014.
- (13. јул, Филозофски факултет, Ниш) – „УЗАЛУД: Поетичко место Бранка Миљковића у једновековној модернизацији српског песништва“ - Бранко Миљковић ‒ ново читање Бранко Миљковић (научни скуп).
- (9. мај, Филолошко-уметнички факултет, Крагујевац) – Пленарно предавање „Образовни стандарди за крај општег средњег образовања – област књижевност“, Семинар за наставнике српског језика: Савремене лингвистичке и књижевнотеоријске методе у настави српског језика и књижевности.

2015.
- (17. 01, Филолошки факултет, Београд) – Пленарно предавање „Данило Киш – чему књижевност данас?“, 56. ТРАДИЦИОНАЛНИ РЕПУБЛИЧКИ ЗИМСКИ СЕМИНАР ЗА НАСТАВНИКЕ И ПРОФЕСОРЕ СРПСКОГ ЈЕЗИКА И КЊИЖЕВНОСТИ (Савремено проучавање српског језика и књижевности)

2018.
- (11-12. мај, Андрићград, БИХ) „Нихилистички удес знака у Андрићевој прози“, Иво Андрић и српски језик (национални научни скуп)

#### Округли столови
Године 2005,
- (19. новембар, Народна библиотека Јефимија, Трстеник) - „Идеолошки простори у Гробници за Бориса Давидовича Данила Киша“ - Нова читања Данила Киша (округли сто)

2006.
- (24. октобар, Варшава, Пољска) - Књижевно-научни округли сто поводом издавања Породичног циркуса Данила Киша на пољском (орагнизатор: Издавачка кућа Czarne)

2007.
- (20. март, Културни центар Београд) - Светски дан поезије: Песма о причи, прича о песми (округли сто)
- (12. децембар, Културни центар Новога Сада) – „Црњански и милитзаризам“ - Милош Црњански (округли сто)

2008.
- (18. април, Градска библиотека у Суботици) – „Роман као вечност“ - Књижевни КИШобран (округли сто)

2009.
- (29. октобар, Народна Библиотека Вук Караџић Крагујевац) - Двадесет година после (омаж Данилу Кишу) (округли сто)
- (24. новембар, Студентски град, Београд) - Данило Киш (округли сто)

2010.
- (07-08. мај, Филолошко-уметнички факултет, Крагујевац) – „Еукалипсе српске постмодернистичке литературе“ - Апокалипса, књижевност и (пост)модернизам (округли сто)
- (17. септембар, Тршић) - 76. Вуков сабор – „Песништво Лазе Костића и криза језика“ - Лаза Костић и вуковска традиција (округли сто)

2011.
- 10.	(27. октобар, Народна библиотека Вук Караџић у Крагујевцу) – „Свет је пун гада“ - Иво Андрић и крај приче (округли сто)

2012.
- (15. септембар, Тршић) - 78. Вуков сабор – „Вук и културолошки хоризонт поезије Војислава Карановића“ – Вуковско наслеђе модерне српске поезије (округли сто)
- (28-29. октобар, Врњачка Бања) – „ИЗДАЛЕКА: Егзил као место генезе идентитета српског романа 20. века“ - ЕГЗИЛ(АНТИ): књижевност, култура, друштво (Српски језик, књижевност, уметност) (међународни округли сто)

2013.
- (02-04. новембар, Златибор) – „Византија – утопија или идентитет историје српске књижевности) - Византија у (српској) књижевности и култури од средњег до двадесет и првог века (научни округли сто).

2014.
- (08. мај, СКЗ, Београд) – „Српска књижевност: национални и европски идентитет“ – ИДЕНТИТЕТ СРПСКОГ ЈЕЗИКА И КУЛТУРЕ (научни округли сто).

2015.
- (24. јун, Институт за књижевност и уметност, Београд) – Разговор поводом књиге Томислава Брелека РОК: СЈЕЋАЊЕ НА БУДУЋНОСТ (197? – 1984 – 199?) (округли сто)
- (18. септембар, Тршић) - 80. Вуков сабор – „Епска политика“ – Епска мобилизација и лирско разоружање – Српска култура од Вука до данас (округли сто)

2016.
- (19. март, ФИЛУМ, Крагујевац) - „Полузвезда, полузнак, полуреализам Ј. Г. Миленка или: Зашто сам на испиту код професора Иванића добио оцену девет” – Душан Иванић (међународни округли сто)

2017.
- (15. октобар, Ниш) – „Бити култура“ – Књижевна колонија „Сићево“ 2017. Књижевност и музика (округли сто)

2018.
- (04. мај, Прокупље) – „Ко су најбољи српски песници 21. века“, Драинчеви сусрети песника (округли сто)

#### Јавна предавања
Године 2002,
- (Библиотека Данило Киш, Врбас) - „Истражни модел Пешчаника Данила Киша“ (јавно предавање)

2003.
- (Народна библиотека Вук Караџић, Крагујевац) – „Фигуре историје у Другој књизи Сеоба и Гробници за Бориса Давидовича“ (јавно предавање)

2004.
- (Народна библиотека Вук Караџић, Крагујевац) – „Песник револуције на председничком броду: ’Кратка биографија А. А. Дармолатова’“ (јавно предавање)
- Ваљево; организатор: Плато, Београд) - „Библија и књижевност“ (јавно предавање)
- (Библиотека града Београда, Београд) – „Есејистичко дело Умберта Ека“ (јавно предавање)

2011.
- (13. април, Дом културе Студентски град, Београд) – „Заблуде модернизма“ (јавно предавање)

2013.
- (24. мај, Културни центар Новог Сада) – „Santa Maria della Salute“ (јавно предавање)

2014.
- (25. март, Гимназија Светозар Марковић, Јагодина) – „Данило Киша“ (јавно предавање)

2015.
- (26. фебруар, СКД Просвјета, Загреб) – „Орфејски комплекс српске поезије“ (јавно предавање)
- (10. октобар, ФИЛУМ) – „Рационализам и митологизам: Вук“ – предавање докторантима у оквиру пројекта Усмено, обредно, књижевно (прва фаза: Canis lupus између обредне маске и књижевне животиње) Министарства културе и информисања Републике Србије.

#### Гостујући професор
Године 2015,
- (17-19. март, Одсек за пољску и класичну филологију Универзитета Адама Мицкиевича, Познањ, Пољска) - „ВИЗАНТИЈА: Утопијски пут европеизације (српске) књижевности“ / „ИЗДАЛЕКА: Егзил и геополитички идентитет (српске) књижевности“.
- (01-12. децембар, Институт за славистику Универзитета у Хамбургу) – „Љубав у Проклетој авлији Иве Андрића“ – предавање у оквиру пројекта „Немачке везе у српској књижевности.

2017.
- (29-30. март, Институт за словенску филологију Универзитета Адам Мицкјевич, Познањ, Пољска) – „Како мислити литературу и рок ен рол“; „Психопатолошки дискурс Иве Андрића“ (Еразмус+ раземена).

### Менторство докторских дисертација
- Ментор докторске дисертације Душице Потић: Фолклорни обрасци и топос детињства у стваралаштву Стевана Раичковића. (пријављена: 2001: одбрањена: 12. фебруара 2010, Филолошко-уметнички факултет, Крагујевац)
- Коментор докторске дисертације Душана Живковића: Типолошко поређење романа Милорада Павића и Умберта Ека и поетички и семантички аспекти интертекстуалности у романима Име руже и Хазарски речник (пријављена: 2007; одбрањена: 22. јануара 2011, Филолошки факултет, Београд)
- Ментор дисертације Лидије Мустеданагић: Поетика гротескног у делу Данила Киша (реторичко-наративни, идеолошки и историјски аспекти) (пријављена: 2008; Филолошко-уметнички факултет, Крагујевац)
- Ментор докторске дисертације Часлава Николића: Политички и идеолошки хоризонт романа, есеја и новинских чланака Милоша Црњанског (Филолошко-уметнички факултет, Крагујевац) (пријављена 2011; одбрањена: 12. 09. 2011, Филолошко-уметнички факултет)
- Ментор докторске дисертације Владимира Перића: Аутобиографска, социјална и поетичка маргина дадаизма Драгана Алексића (пријављена 2013; одбрањена 12. јуна 2013, Филолошко-уметнички факултет, Крагујевац)
- Ментор докторске дисертације Марије Лојанице: Деконструкција идентитета постмодерног субјекта у Њујоршкој трилогији Пола Остера и Антрополошкој трилогији Борислава Пекића (пријављена: 2010; одбрањена: 08. 10. 2015, Филолошко-уметнички факултет, Крагујевац)
- Ментор докторске дисертације Јасмине Теодоровић: Утопијско-митолошко-историјски дискурс Борислава Пекића и Џулијана Барнса (пријављена: 2010; одбрањена: 01. 10. 2015, Филолошко-уметнички факултет, Крагујевац)
- Ментор докторске дисертације (Де)компоновање тела у постмодернистичкој књижевности Јелене Стојановић (пријављена 2013; одбрањена: 10. 09. 2018; Филолошко-уметнички факултет, Крагујевац)
- Ментор докторске дисертације Александре Петровић: Структура идентитета и митолошка поетика Растка Петровића (пријављена 2011; одбрањена: 12. 01. 2016, Филолошко-уметнички факултет, Крагујевац)
- Ментор докторске дисертације Конституисање женског канона у српској књижевности (1990—2010) Татјане Јовановић (пријављена 2012; одбрањена 17. децембра 2016, Филолошко-уметнички факултет, Крагујевац)
- Ментор докторске дисертације Џихад у савременој књижевности Амеле Паучинац (пријављена: 2017, Филолошко-уметнички факултет, Крагујевац)
- Ментор докторске дисертације Савремена књижевност руских Немаца: проблем традиције Александра Шуклина (пријављена: 2018, Филолошко-уметнички факултет, Крагујевац)
- Ментор докторске дисертације Поетика самоубиства у прози Ива Андрића и Милоша Црњанског Ђорђа Радовановића (пријављена: 2018, Филолошко-уметнички факултет, Крагујевац)

### Менторство магистарских/мастер радова
Године 2011,
- Ментор при изради и одбрани мастер рада Проблем идентитета у Проклетој авлији Иве Андрића Иване Танасијевић (05. 07. 2011, Филолошко-уметнички факултет, Крагујевац)

2013.
- Ментор при одбрани мастер рада Трауматичност субјекта у Андрићевим приповеткама Сање Вугделић (Филолошко-уметнички факултет, 04.05.2013)
- Ментор при одбрани мастер рада Модерни јунак у реалистичким приповеткама Лазе Лазаревића Биљане Јовановић (Филолошко-уметнички факултет, 28.09.2013)

2014.
- Ментор у изради и одбрани мастер рада Љубав у Дервишу и смрти Меше Селимовића Катарине Милић (Филолошко-уметнички факултет, 01.06.2014)
- Ментор у изради и одбрани мастер рада Слика Другог (етничко, религиозно и родно) у роману На Дрини ћуприја Емире Ровчанин (Филолошко-уметнички факултет, 23.09.2014)

2015.
- Ментор у изради и одбрани мастер рада Психоаналитички дискурс у Причама у нестајању Светислава Басаре студента Марка Милићевића (Филолошко-уметнички факултет, 02.06.2015)
- Ментор у изради и одбрани мастер рада Парадокс тумачења: Дервиш и смрт и Процес студента Мирзе Дураковић (Филолошко-уметнички факултет, 09.06.2015)
- Ментор у изради и одбрани мастер рада Фра Петар у причама и Проклетој авлији Иве Андрића студента Марије Петронијевић (Филолошко-уметнички факултет, 23.06.2015)
- Ментор у изради и одбрани мастер рада Историја и фантастика у роману Нови Јерусалим Борислава Пекића студента Јелене Станисављевић (Филолошко-уметнички факултет, 15.09.2015)
- Ментор у изради и одбрани мастер рада Поетика романа као поетика модернитета (Дневник о Чарнојевићу Милоша Црњанског и Новембар Гистава Флобера) студента Ђорђа Радовановића (Филолошко-уметнички факултет, 29.09.2015)
- Ментор у изради и одбрани мастер рада Библијско и историјско у прози Данила Киша студента Тијане Јаношевић (Филолошко-уметнички факултет, 29.09.2015)

### Самосталне научне књиге
- 2004. Islednik, svedok, priča: Istražni postupci u Peščaniku i Grobnici za Borisa Davidoviča Danila Kiša, Plato.
- 2008. Текстуално (не)свесно Гробнице за Бориса Давидовича, Службени гласник.
- 2010. Заблуде модернизма, Службени гласник.
- 2014. Ђорђе Марковић Кодер / приредио Драган Бошковић. Издавачки центар Матице српске, Нови Сад, 2014, 307. (Антологијска едиција Десет векова српске књижевности; књ. 29).  978-86-87079-70-0.
- 2015. Zablude čitanja, Službeni glasnik, Beograd, 2015, 198.  978-86-519-1734-2.
- 2015. Slobodan Stetić: poster, Narodni muzej, Kraljevo; Muzej naivne i marginalne umetnosti, Jagodina, 2015, 146.  978-86-85179-60-0.
- а) 2017. Нулти степен реализма, Филолошко-уметнички факултет, Крагујевац, 129.  978-86-80796-11-6.
- б) 2018. Нулти степен реализма, Филолошко-уметнички факултет, Крагујевац, 145.  978-86-80796-11-6. – друго издање

### Уреднички и приређивачки рад

#### Часописи
- 2003. Obnoviću lice zemlje (priredio i predgovor napisao Dragan Bošković), Blagovest, Beogradska nadbiskupija, Beograd.
- 2003. Оперативни уредник научног часописа Наслеђа (. ISBN 1820-1768 Проверите вредност параметра |isbn=: length (помоћ). Недостаје или је празан параметар |title= (помоћ) = Наслеђе (Крагујевац) (2004. уредио 1. и 2. број)
- 2004-..... Главни уредник научног часописа Наслеђе (2004-2018. уредио 41 број)
- 2011-2012. Члан уредништва научног часописа Радови филозофског факултета у Источном Сарајеву (ISSN 1512-5859 Parameter error in {{issn}}: Invalid ISSN.)
- 2016-... Члан међународног уређивачког одбора часописа Проблемы истории, филологии, культуры који издаје Магнитогорский государственный технический университет им. Г. И. Носова, Институт археологии РАН и Институт археологии и этнографии СО РАН. . ISBN 1992-0431 Проверите вредност параметра |isbn=: length (помоћ). Недостаје или је празан параметар |title= (помоћ)

#### Зборници
- 2007. (Зло)употребе историје у српској књижевности од 1945. до 2000 (уредници Драган Бошковић Мирјана Детелић), Лицеум 11, Центар за научна истраживања САНУ и Универзитета у Крагујевцу, Крагујевац.  978-86-81037-17-1.
- 2008. Књижевност, друштво, политика (Зборник са међународног научног скупа Српски језик, књижевност, уметност), књ. 2, уредник Драган Бошковић, Скупштина града Крагујевца; Филолошко-уметнички факултет, Крагујевац. ( 978-86-85991-10-3. (ФФ)
- 2009. Интеркултурни хоризонти: европске/јужнословенске парадигме и српска књижевност (Зборник са међународног научног скупа Српски језик, књижевност, уметност), књ. 2, уредник Драган Бошковић Скупштина града Крагујевца; Филолошко-уметнички факултет, Крагујевац. ( 978-86-85991-14-1. (ФФ)
- 2010. Империјални оквири књижевности и културе (Зборник са међународног научног скупа Српски језик, књижевност, уметност), књ. 2, уредник Драган Бошковић, Скупштина града Крагујевца; Филолошко-уметнички факултет, Крагујевац. ( 978-86-85991-26-4. (ФФ)
- 2011. Птице: књижевност, култура, уредници Мирјана Детелић и Драган Бошковић, Лицеум, бр. 14, Центар за научна истраживања САНУ и Универзитета у Крагујевцу, Крагујевац, 338.  978-86-81037-37-9.
- 2011. Жене: род, идентитет, књижевност (Зборник са Петог међународног научног скупа Српски језик, књижевност, уметност), књ. 2, одговорни уредник Драган Бошковић, Филолошко-уметнички факултет / Скупштина града, Крагујевац, 683.
- 2011. Друштвене кризе и (српска) књижевност и култура, уредник Драган Бошковић и Маја Анђелковић, Филолошко-уметнички факултет, Крагујевац, 281.  978-86-85991-34-9.
- 2012. Бог (Зборник са Шестог међународног научног скупа Српски језик, књижевност, уметност), књ. 2, одговорни уредник Драган Бошковић, Филолошко-уметнички факултет / Скупштина града, Крагујевац, 683. стр ( 978-86-85991-43-1. (ФФ)
- 2012. Егзил(анти): Књижевност, друштво, политика, Зборник са научног округлог стола у оквиру Седмог међународног научног скупа Српски језик, књижевност, уметност, уредник Драган Бошковић, Филолошко-уметнички факултет, Крагујевац, 2012, 307.  978-86-85991-48-6.
- 2012. Савремено друштво и криза проучавања језика и књижевности, уредници Милош Ковачевић и Драган Бошковић, ФИЛУМ, Крагујевац, 402. стр.  978-86-85991-46-2.
- 2013. Немогуће: Завет човека и књижевности (Зборник са Седмог међународног научног скупа Српски језик, књижевност, уметност), књ. 2, одговорни уредник Драган Бошковић, Филолошко-уметнички факултет, Крагујевац, 430. стр ( 978-86-85991-43-1. (ФФ)
- 2013. Византија у (српској) књижевности и култури од средњег до двадесет и првог века Зборник са научног округлог стола у оквиру Осмог међународног научног скупа Српски језик, књижевност, уметност, уредник Драган Бошковић, Филолошко-уметнички факултет, 344.  978-86-85991-57-8.
- 2014. Српски језик, књижевност и култура у процесу евроинтеграција, уредници Милош Ковачевић и Драган Бошковић, Филолошко-уметнички факултет, Крагујевац, 297.  978-86-85991-62-2.
- 2014. Сатир, сатира, сатирично (Зборник са Осмог међународног научног скупа Српски језик, књижевност, уметност), књ. 2, одговорни уредник Драган Бошковић, Филолошко-уметнички факултет, Крагујевац, 291. стр.  978-86-85991-65-6 неважећи .
- 2014. УСКРСНУЋЕ КЊИЖЕВНОСТИ: 100 година Руског формализма, уредник Драган Бошковић, Филолошко-уметнички факултет, Крагујевац, 303.  978-86-85991-69-1.
- 2014. Филологије VS Идеологије, уредник Драган Бошковић, Филолошко-уметнички факултет, Крагујевац, 236 стр.  978-86-85991-67-7.
- 2015. Малиша - Зборник радова поводом четрдесет година научног, просветитељског и уметничког рада доц. др Малише Станојевића, уредник Драган Бошковић, Филолошко-уметнички факултет, Крагујевац, 248 стр.  978-86-895991-71-1 неважећи .
- 2015. Рат и књижевност (Зборник са Деветог међународног научног скупа Српски језик, књижевност, уметност), књ. 2, одговорни уредник Драган Бошковић, Филолошко-уметнички факултет, Крагујевац, 446 стр.  978-86-85991-81-3.
- 2015. Срећа, уредник Драган Бошковић, Филолошко-уметнички факултет, Крагујевац, 259.  978-86-85991-86-8.
- 2016. Rock’n’Roll (Зборник са Десетог међународног научног скупа Српски језик, књижевност, уметност), књ. 2, одговорни уредник Драган Бошковић, Часлав Николић, Филолошко-уметнички факултет, Крагујевац, 659 стр.  978-86-85991-95-0.
- 2016. Душан Иванић (Зборник са међународног научног округлог стола), уредник Драган Бошковић и Драгана Вукићевић, Филолошко-уметнички факултет, Крагујевац, 332.  978-86-85991-97-4.
- 2017. Тишина (Зборник са Једанаестог међународног научног скупа Српски језик, књижевност, уметност), књ. 2, одговорни уредник Драган Бошковић, Часлав Николић, Филолошко-уметнички факултет, Крагујевац, 528 стр.  978-86-80796-08-6.
- 2017. Америка, уредници Драган Бошковић и Марија Лојаница, Филолошко-уметнички факултет, Крагујевац, 558 стр.  978-86-80796-13-0.
- 2018. Протестантизам (Зборник са Једанаестог међународног научног скупа Српски језик, књижевност, уметност), књ. 2, одговорни уредник Драган Бошковић, Часлав Николић, Филолошко-уметнички факултет, Крагујевац, 298 стр.  978-86-80796-25-3.

## Књиге, монографије
- 2004. # а) Valter Kasper, Ne postoje dva Hrista (priredili i preveli Dragan Bošković i Ines Kezić), Beogradska nadbiskupija, Beograd.
- б) Valter Kasper, Ne postoje dva Krista (priredili i preveli Dragan Bošković i Ines Kezić), Beogradska nadbiskupija, Beograd.
- 2008. Pol Lorens, Biblijski atlas (urednik izdanja Dragan Bošković), Mono i Manjana.
- 2012. Наши дани: Филолошко-уметнички факултет (2002—2012) (монографија), одговорни уредник и редактор Драган Бошковић, Филолошко-уметнички факултет, Крагујевац, 95.  978-86-85991-41-7.
- 2016. Душан Живковић, Отворени лавирнти: Еко и Павић, уредник монографије Д. Бошковић, ФИЛУМ, Крагујевац, 438.  978-86-85991-89-9.
- 2016. Јелена Арсенијевић Митрић, TERRA AMATA VS. TERRA NULLIUS: Диксурс о (пост)колонијализму у делима Б. Вонгара и Ж. М. Г. ле Клезиоа, уредник монографије Д. Бошковић, ФИЛУМ, Крагујевац, 569.  978-86-85991-93-6.
- 2016. Славица Гароња Радованац, Жена и идеологија у српској књижевности, уредник монографије Д. Бошковић, ФИЛУМ, Крагујевац, 495.  978-86-80796-03-1.
- 2016. Марина Петровић Јилих, Сви смо били текст..., уредник монографије Д. Бошковић, ФИЛУМ, Крагујевац, 349.  978-86-80596-01-3.
- 2017. Никола Бубања, Други простори Изгубљеног раја Џона Милтона, уредник монографије Д. Бошковић, ФИЛУМ, Крагујевац, 342.  978-86-80796-00-0.
- 2017. Биљана Влашковић Илић, Историја за живот: случај Бернарда Шоа, уредник монографије Д. Бошковић, ФИЛУМ, Крагујевац, 287.  978-86-80596-03-7.
- 2017. Томислав Павловић, Роберт Грејвз између историје и мита, уредник монографије Д. Бошковић, ФИЛУМ, Крагујевац, 342.
- 2017. Катарина Мелић, La scène de Clio : l’histoire ou les stratégies fictionnelles de Milan Kundera, уредник монографије Д. Бошковић, ФИЛУМ, Крагујевац, 183.  978-86-80796-04-8.
- 2017. Татјана Јовановић, Конституисање женског канона у српској књижевности (1990—2010), уредник монографије Д. Бошковић, ФИЛУМ, Крагујевац, 325.
- 2017. Драган Бошковић, Нулти степен реализма, уредник монографије Д. Бошковић, ФИЛУМ, Крагујевац, 129.  978-86-80796-11-6.
- 2018. Биљана Тешановић, Бекетово експериментално позориште, уредник монографије Д. Бошковић, ФИЛУМ, Крагујевац, 201.  978-86-80796-17-8.

#### Енциклопедијска издања
- 2010. Velika opšta ilustrovana enciklopedija Larousse, ur. Aleksandar Jerkov, urednici za Religiju prof. dr Dragan Bošković i prof. dr Vladan Perišić, Mono i Manjana.

#### Научни радови
- # a. 1996. „Nova mitologija - jedan poetički eksperiment“, u: „Odisej- kataloška priča“ (koautor Saša Ilić), Reč, Beograd, broj 21, 70-93. (UDK 82+008 / ISSN 0354-5288)
- # b. „Nova mitologija - jedan poetički eksperiment“, u: Dragan Bošković, Saša Ilić, Odisej – kataloška priča, Matica srpska, Novi Sad, 1998, 53-93.
- 1998. „Поетика времена и простора у Гробници за Бориса Давидовича Данила Киша“, Повеља, Краљево, бр. 1, 75-86. (УДК 82 / ISSN 0352-7751)
- 1999. „Онтолошке претпоставке бајковитог света Илије Вукићевића“, Књижевна историја, Београд, бр. 106, 1998, 327-348. (УДК 886.1.32-32 / ISSN 0350-6428)
- 2000. „Песма изван текста: Поетички вртлози Војислава Карановића“, Повеља, Краљево, бр. 1, 97-119. (УДК 82 / ISSN 0352-7751)
- 2002. „Порекло и семантика иследничких поступака у прози Данила Киша“, Књижевна историја, Београд, бр. 113-115, 2001, 109-128. (УДК 886.1.09-31 / ISSN 0350-6428)
- 2002. „Приповедање и/или ислеђивање“, Повеља, Краљево, бр. 2, 84-120. (УДК 82 / ISSN 0352-7751)
- 2003. „Ритуални свет Гробнице за Бориса Давидовича Данила Киша“, Зборник Матице српске за књижевност и језик, Нови Сад, бр. 1-2, 123-156. (УДК 886.1.09-32 Киш / 886.1.991.1 / 82(05) / ISSN 0543-1220)
- 2003. „Пешчаник и ешеровска перцепција“, Летопис Матице српске, Нови Сад, април, 486-498. (УДК 82(05) / ISSN 0025-5939)
- 2003. „Приповедно несвесно Гробнице за Бориса Давидовича“, Кораци, Крагујевац, бр. 9-10, 137-154. (УДК 82(05) / ISSN 0454-3556).
- 2004. „Хронолошки парадокси у Пешчанику Данила Киша: Када је Едуард написао писмо својој сестри Олги“, Зборник Матице српске за књижевност и језик, Нови Сад, бр. 3, 2001, 451-461. (УДК 821.163.41-31.09 Киш / 821.163.41-95 / 82(05) / ISSN 0543-1220)
- 2004. „Кишова педагогија: семантика поенти у Гробници за Бориса Давидовича Данила Киша“, Зборник Матице српске за књижевност и језик, Нови Сад, бр. 3, 2002, 475- 490. (УДК 821.163.41-31.09 Киш / 821.163.41-95 / 82(05) / ISSN 0543-1220)
- 2004. „Револуционарни лик Б. Д. Новског“, Поља, Нови Сад, јануар-фебруар, 84-90. (ISSN 0032-3578 / COBISS.SR-ID 5142786)
- 2004. „Фигуре историје у Другој књизи Сеоба и Гробници за Бориса Давидовича“, Кораци, Каргујевац, јануар-фебруар, 121-140. (УДК 82 (05) / ISSN 0454-3556)
- 2004. „Башта, пепео – приповедно несвесно“, Наслеђе, Крагујевац, бр.1, 37-46. (ISSN 1820-1768 / COBISS.SR-ID 115085068)
- 2005. „Пробуди се у имену: Елпенорови преображаји у поезији Саше Јеленковића“, Поља, Нови Сад, јануар-фебруар, 147-151. (ISSN 0032-3578 / COBISS.SR-ID 5142786)
- 2005. „Fire at Heart: Симболика ватре у филму Дивљи у срцу Дејвида Линча“ (коаутор: Дејана Нецић), Повеља, Краљево, бр. 3, 205-222. (УДК 82 / ISSN 0325-7751 Parameter error in {{issn}}: Invalid ISSN.)
- 2006. „Подтекстуални лик ухапшеног Б. Д. Новског“, Годишњак Катедре за српску књижевност са јужнословенским књижевностима, Филолошки Факултет, Београд, година II, 163-175. (УДК 821.163.41.09-32 Киш Д)
- 2006. „Зинаида Мајснер – ’Муза револуције’“, Повеља, Краљево, бр. 2, 122-126. (УДК 82 / ISSN 0325-7751 Parameter error in {{issn}}: Invalid ISSN.)
- 2006. „Das narrative Gewiessen der Gesellschaft. Zur posthistorischen und postlogischen Ethic von Danilo Kišs Grobnica za Borisa Davidoviča“, Geschichte (ge-)brauchen. Literatur und Geschichtskultur im Staatssozialismus: Jugoslavien und Bulgarien, Frank&Timme GmbH:Verlag für wissenschaftliche Literatur, Berlin, 2006, 349-360.  978-3-86596-042-9.
- 2006. „Идеолошки простори Гробнице за Бориса Давидовича Данила Киша“, Савремена српска проза: Зборник бр. 18, Народна библиотека Јефимија, Трстеник, 133-148.  978-86-83191-24-6.
- 2006. „Две перспективе генезе српског постмодернизма“, Нова тумачења у српској књижевности (зборник, CD-издање), Годриком, Београд, 83-95.
- 2007. „А. А. Дармолатов на председничком броду: Кишов прилог литерарној етици“, Лицеум 11, Крагујевац, 53-64.  978-86-81037-17-1.
- 2007. „Песник – Син романа“, Поља, Нови Сад, јул-август, бр. 446, 21-23. (82(05)) ISSN 0032-3578)
- 2007. „Песнички немари Слободана Зубановића“, Књижевност, бр. 3, Београд, 93-97. (ISSN 0023-2408)
- 2007. „Лаза Лазаревић и крај реалистичког дискурса“, Српска реалистичка прича (Зборник са међународног научног скупа Српски језик, књижевност и уметност), књ. 2, Скупштина града; Универзитет У Крагујевцу; Филолошко-уметнички факултет; Кораци, Крагујевац, 2007, 65-77. ( 978-86-85991-06-6. (фф)
- 2008. „Дискурс параболе и политички нихилизам једног радикала“, Лако перо Радоја Домановића (Зборник радова у спомен Радоју Домановићу), Кораци, Крагујевац, 141-148.  978-86-86685-20-9.
- 2008. „Историја као вечност“, Руковети, Суботица, бр. 5-6, 3-9. (ISSN 0035-9793 / COBISS.SR-ID 3249922)
- 2008. „Идентитет роман: Прољећа Ивана Галеба Владана Деснице“, Књижевна историја, Београд, бр. 134-135, 147-154.(УДК 821.163.41(091) / ISSN 0350-6428)
- 2008. „Социјалистичка парадигма у модернистичкој и постмодернистичкој српској литератури“, Књижевност, друштво, политика (Зборник са међународног научног скупа Српски језик, књижевност и уметност), књ. 2, Скупштина града Крагујевца; Универзитет у Крагујевцу; Филолошко-уметнички факултет; Кораци, Крагујевац, 33-43. ( 978-86-85991-10-3. (ФФ)
- 2008. Драган Бошкович, „Свит масок: онтологичниий, историчний и наративнй театр у роман и Милоша Црнянського Друга книга Переселень“, Проблеми словянознавства, Львив, Вип. 57, 129-137. (УДК 821.163.41“19“-311.6.02 М. Црнянський: 792.03)
- 2008. „Српски историјски роман: од Другог светског рата до 1999“, Радови Филозофског факултета, Филозофски факултет Универзитета у Источном Сарајеву, Пале, бр. 10, 7-25. (УДК 821.163.41.09 / ISSN 1512-5859 Parameter error in {{issn}}: Invalid ISSN.)
- 2008. „Животиње, политика, род: Друга књига Сеоба Милоша Црњанског“, Теорија и политика рода, уредница Татјана Росић, Институт за књижевност и уметност, Београд, 271-277.  978-86-7095-145-7. / УДК 821.163.41.09-31 / COBISS.SR-ID 153380364)
- 2009. „Кишов Крлежа: идеолошка инкултурација“, Интеркултурни хоризонти: европске/јужнословенске парадигме и српска књижевност, (Зборник са међународног научног скупа Српски језик, књижевност, уметност), књ. 2, Скупштина града Крагујевца; Филолошко-уметнички факултет, Крагујевац, 325-334. ( 978-86-85991-10-3. (ФФ)
- 2009. „Српски бог Рат“, Књижевна историја, Београд, год. XL, бр. 139, 719-730. (УДК 821.163.41.09-31 Црњански М. ; 821.163.42.09 Крлежа М. ; 930.85(=163.41) / ISSN 0350-6428)
- 2009. „Заблуде модернизма: Пекић“, Поетика Борислава Пекића: препилтање жанрова, уред. П. Пијановић и А. Јерков, Службени гласник / Институт за књижевност и уметност, Београд, 2009, 89-96. (УДК 821.163.41.09 Пекић Б.).  978-86-519-0300-0.
- # а) 2010. Dragan Bošković, „Death, the Identity of Literature and Bible Tradition: Bruno Schulz, Danilo Kiš, Dragan Bošković“, Бруно Шульц к лiтературний герой – шульцiвськi iнспiрацii та iнтерпретацii: Лiтературнi та науковi нотатки IV Мiжнародного Фестивалю Бруно Шульца в Дрогобич, (May the 24 to May the 30), Дрогобич, 2010, 65-71.
- # b) 2010. Dragan Bošković, „Šmierč, tožsamošć literacka i tradycja biblijna: Bruno Schulz, Danilo Kiš, Dragan Bošković“, Бруно Шульц к лiтературний герой – шульцiвськi iнспiрацii та iнтерпретацii: Лiтературнi та науковi нотатки IV Мiжнародного Фестивалю Бруно Шульца в Дрогобич, (May the 24 to May the 30), Дрогобич, 2010, 58-64.
- # c) 2010. Драган Бошкович, „Смерть, лiтературна идентичнiсть i бiблiйnа традицiя: Бруно Шульц, Данiло Киш, Драган Бошкович“, Бруно Шульц к лiтературний герой – шульцiвськi iнспiрацii та iнтерпретацii: Лiтературнi та науковi нотатки IV Мiжнародного Фестивалю Бруно Шульца в Дрогобич, (May the 24 to May the 30), Дрогобич, 2010, 65-71.
- 2010. „Некорполис: град у песништву Слободана Зубановића“, Поезија Слободана Зубановића (зборник радова) / Десанкини мајски разговори, књ. 26, приредила Нада Мирков, Задужбина „Десанке Максимовић“, Београд, 86-93.  978-86-82377-30-6.
- 2010. „Identitet roman: Proljeća Ivana Galeba Vladana Desnice“, Desničini susreti 2005.-2008 (Zbornik radova), uredili Drago Roksandić i Ivana Cvijović Javorina, Filozofski fakultet, Zagreb, 172-178.  978-953-56047-7-8.
- 2010. „Еукалипсе постмодернистичке литературе“, Наслеђе, бр. 16, Крагујевац, 83-88. (ISSN 1820-1768 / COBISS.SR-ID 115085068 / УДК 821.02 ПОСТМОДЕРНИЗАМ ; 821.163.41.02ПОСТМОДЕРНИЗАМ)
- 2011. „Српски Бог Рат“, Trier Abhandlungen zur Slavistik, Volume 10: Von Umgang mit Geschehenern: Kriegsverarbaitung und Friedenssuche in Geschichte und Gegenwart der kroatischen und serbischen Literatur und Kultur, Harausgegeben von Gerhard Ressel, Peter Lang GmbH, Frankfurt am Main, 2011, 5-14.  978-3-631-61039-8.
- 2011. „Нулти степен реалистичког дискурса“, Симо Матавуљ – дело у времену (Зборник радова са међународног научног скупа Књижевно дело Симе Матавуља (29. и 30. мај 2008), Филолошки факултет, Београд, 2011, 47-69. (УДК 821.163.41.09-32.  978-86-6153-008-1.)
- 2011. „Izvan jezika: Ontološko-egzistencijalne predispozicije književnosti, komunikacije, humaniteta“, Peti međunarodni interdisciplinarni naučni skup: Jezik, književnost, komunikacija, Filozofski fakultet, Niš, 6.
- 2011. „Бити Ћамил или не бити: Онтолошко заснивање идентитета у прози Иве Андрића“, 41. међународни научни састанак слависта у Вукове дане (тезе и резимеа), уредник: Драгана мршевић-Радовић, Иво Андрић у српској и европској књижевности, Филолошки факултет, МСЦ, Београд, 42-43. (COBISS:SR-ID 186000140)
- 2011. „Историја и нарација, теорија и фикција“, Зборник Матице српске за књижевност и језик, Матица Српска, Нови Сад, бр. 59, св. 1, 31-43. (УДК 930; ISSN 0543-1220)
- 2011. „Зашто у књижевности брак није могућ: зашто књижевност није могућа у браку?“ Жене: род, идентитет, књижевност (Зборник са међународног научног скупа Српски језик, књижевност, уметност), књ. 2, одговорни уредник Драган Бошковић, Скупштина града Крагујевца; Филолошко-уметнички факултет, Крагујевац, 125-130. ( 978-86-85991-10-3. (ФФ)
- 2011. „Imperijalni okviri i geneza Andrićevog diskursa: odustajanje od identiteta“, Die K. u. k. Periode in Leben und Schaffen von Ivo Andrić – Austrougarski period u životu i djelu Ive Andrića: (1892—1922), Hg./ur. Branko Tošović, Beogradska knjiga: Beograd / Institut fur Slawistik der Karl Franzens-Univeristat: Graz, 109-116. ( 978-86-7590-292-8. (BK) /.  978-3-9503054-4-0 неважећи . (ISFK)
- 2011. „Политике српског постмодернизма“, Наслеђе, бр 21, Крагујевац, 9-21. (ISSN 1820-1768 / COBISS.SR-ID 115085068 / УДК 821.163.41.02 ПОСТМОДЕРНИЗАМ)
- 2011: „Песништво Лазе Костића и криза језика“, Призор, Лозница, бр. 10, 14-19. (ISSN 1451-2041 / УДК 821.163.41.08 Костић Л.)
- 2011. „Завет Данила Киша“, Друштвене кризе и (српска) књижевност и култура, Филолошко-уметнички факултет, Крагујевац, 2011. 65-75. (УДК 821.163.41.09 Киш Д. 82.316.75 /.  978-86-85991-34-9.)
- 2011. „Једно, анахроно, читање“, Радови Филозофског Факултета у Источном Сарајеву, Филозофски факултет, Источно Сарајево, br. 13/2, 39-47. (ISSN 1512-5859 Parameter error in {{issn}}: Invalid ISSN.)
- 2012. „Izvan jezika: Ontološko-egzistencijalne predispozicije književnosti, komunikacije, humaniteta“, Jezik, književnost, komunikacija, knj. 2: Književna istraživanja (zbornik), ue. Vesna Lopičić i Biljana Mišić Milić, Filozofski fakultet, Niš, 29-33. (UDK 81:1 82.0 /.  978-86-7379-240-8.)
- 2012. „Politike prijateljstva: alteritet, omtologija, književnost, Jezik, književnost, vrednosti, Filozofski fakultet, Niš, 15.
- 2012. „Постојати, дакле, немати идентитет: Критика идеолошких конфигурација идентитета“, Наука и идентитет, књ. 6/1: Филолошке науке, Зборник са научног скупа, главни уредник Милош Ковачевић, Филозофски факултет Универзитета у Источном Сарајеву, 558-564.  978-99938-47-42-7.
- 2012. „Модернитет и генеза епифанија у прози Лазе Лазаревића“, Књижевна историја, Београд, год. 44, бр. 146 (2012), 41-59 (УДК 821.163.41.09-32 Лазаревић. Л. ISSN 0350-6428.)
- 2012. „Бити Ћамил или не бити: Онтолошко заснивање идентитета у прози Иве Андрића“, Научни састанак слависта у Вукове дане (41, 2011): Иво Андрић у српској и европској књижевности, Филолошки факултет, МСЦ, Београд, 41-48. (УДК 821.163.41.09-31)
- 2012. „Цинизам медицине и лечење литературом“, Понс, Медицински часопис, Књига сажетака са научног скупа „Медицина и уметност“ (5-6. октобар 2012), 31. (ISSN 1820-2411)
- 2012. „МЕСИЈА: Књижевност и хришћанско преусмеравање Левинасове идеје Богочовека“, Бог (Зборник са Шестог међународног научног скупа Српски језик, књижевност, уметност), књ. 2, одговорни уредник Драган Бошковић, Филолошко-уметнички факултет / Скупштина града, Крагујевац, (УДК 111 Левинас Е. 82:27-32 /.  978-86-85991-43-1. стр. 97–103. (ФФ)
- 2012. „Репрезентација и манипулација: огледало симулакрума (савременог) дискурзивног простора“ (коаутор: Јасмина Теодоровић), у: Савремено друштво и криза проучавања језика и књижевности, уредници Милош Ковачевић и Драган Бошковић, ФИЛУМ, Крагујевац, 39-54. (УДК 165.6/.8 14 Фуко М. /.  978-86-85991-46-2.)
- 2012. „Фигуре приче: Друга књига Сеоба Милоша Црњанског“, Октоих: Часопис Одјељења за српски језик и књижевност Матице српске – Друштва чланова у Црној Гори, II/3 (2012), 89–98 (УДК 821.163.41.09-31 / COBISS.CG-ID 18588432)
- 2012. „ИЗДАЛЕКА: Егзил као место генезе идентитета српског романа 20. века“, ЕГЗИЛ(АНТИ): књижевност, култура, друштво, Зборник са научног округлог стола у оквиру Седмог међународног научног скупа Српски језик, књижевност, уметност, уредник Драган Бошковић, Филолошко-уметнички факултет, Крагујевац, 2012, 27-37 (УДК 821.163.41.09 343.264).
- # а) 2012. „Андрићеви понори: проклетство и светост“, Значај српског језика и књижевности за очување идентитета Републике Српске I, уредник Милош Ковачевић, Филозофски факултет, Источно Сарајево, Пале, 175-184.  978-99938-47-46-5.
- # б) 2013. „Андрићеви понори: проклетство и светост“, Зборник са Седмог међународног научног скупа Српски језик, књижевност, уметност), књ. 2, одговорни уредник Драган Бошковић, Филолошко-уметнички факултет, Крагујевац, (УДК 821.163.41.09 Андрић И. /.  978-86-85991-43-1. стр. 81–86. (ФФ)
- 2013. „Politike prijateljstva: alteritet, ontologija, čitanje“, Jezik, književnost, vredost, Književna istraživanja (zbornik), ue. Vesna Lopičić i Biljana Mišić Ilić, Filozofski fakultet, Niš, 67-74. (UDK 177.63:141.78 /.  978-86-7379-279-8.)
- 2013. „Андрићев Кочић: Антроплогија као литература“, Значај српског језика и књижевности за очување идентитета Републике Српске II: Књижевни класици Репблике Српске, ур. Милош Ковачевић, Филозофски факултет, Источно Сарајево, Пале, 31-42.  978-99938-47-53-3.
- 2013. а) „Културне последице и идеолошко-политичко залеђе идеје југословенске књижевности у (јужно)словенском контексту: интеркултурни и интерлитерарни одговор“, Зборник Матице српске за славистику, Нови Сад, бр. 83, 49-59. (UDC 821.163.4.09 / ISSN 0352-5007)
- 2013. Драган Бошковић, „Стари завет: Предговор једној (не)могућој антологији српске поезије 20. века“, Научни састанак слависта у Вукове дане (42, 2013): Развојни токови српске поезије, Филолошки факултет, МСЦ, Београд, 777-785. (УДК 821.163.41.09“22“ / ISSN 0351-9066)
- 2013. „Византија: идентитет или утопија историје српске књижевности“, Византија у (српској) књижевности и култури од средњег до двадесет и првог века, Зборник са научног округлог стола у оквиру Осмог међународног научног скупа Српски језик, књижевност, уметност, уредник Драган Бошковић, Филолошко-уметнички факултет, Крагујевац, 75-81 ( 978-86-85991-57-8. / УДК 930.85(495.02):821.163.41.09 930.85(4)
- 2013. „Између редова...“, Призор, Лозница, бр. 10, 37-39. (ISSN 1451-2041 / УДК 821.163.41.09-1 Карановић В.)
- 2013. „Bez imena i znaka: Nihilizam Andrićeve figuracije mostova“, Slavistična revija, Slavistično društvo Slovenije, Ljubljana, 4/2013, 621-629. (UDK 821.163.41.09Andrić I. / ISSN 0350-6894 / SSCI/AHCI листа)
- 2014. „Имагинарна Европа“, Српски језик, књижевност и култура у процесу евроинтеграција, уредници Милош Ковачевић и Драган Бошковић, Филолошко-уметнички факултет, Крагујевац, 179-184. (UDK 821.163.41.09 /.  978-86-85991-62-2.)
- 2014. „Трећи“, Књижевност, Београд, бр.1, pp. 13–19 (ISSN 0023-2408)
- 2014. „Босна“, Значај српског језика и књижевности за очување идентитета Републике Српске II: Слика Босне у стваралаштву писаца Републике Српске, ур. Милош Ковачевић, Филозофски факултет, Источно Сарајево, Пале, 11-22.  978-99938-47-63-2.
- 2014. „Несазнатљиво: Процес и Дервиш и смрт, Наука и глобализација, књ. 1/2: Филолошке науке, Зборник са научног скупа, главни уредник Милош Ковачевић, Филозофски факултет Универзитета у Источном Сарајеву, 567-573. . doi:10.7251/NSFF140867B (неактивно 29. 5. 2025). Недостаје или је празан параметар |title= (помоћ)
- 2014. „Завет и насиље канона: Историја српске књижевности Јована Деретића“, Становиште савремености и историјска прошлост: Књижевни историчар Јован Деретић, уредици: Мило Ломпар и Зорица Несторовић, Филолошки факултет, Београд/Филозофски факултет, Ниш, 131-137. (УДК 821.163.41.09 Деретић, Ј. /.  978-86-6153-205-4. (ФФ)
- 2014. „УЗАЛУД: Поетичко место Бранка Миљковића у једновековној модернизацији српског песништва“, Бранко Миљковић: Моћ речи (Зборник радова о стваралаштву Бранка Миљковића (1934—1961), ур. А. Лаковић, Народна библиотека „Вук Караџић“, Крагујевац, 68-77. (УДК 821.163.41.09-1“19/20“ Миљковић Б. /.  978-86-83007-46-2.)
- 2014. „Књижевност и хуманизам. Данило Киш и формализам“, Ускрснуће књижевности: 100 година руског формализма, уредник Драган Бошковић, Филолошко-уметнички факултет, Крагујевац, 161-169. (УДК 821.163.41.09 Kiš D. / 82.02FORMALIZAM /.  978-86-85991-69-1.)
- 2014. „Случај 'г. Домановић': поетички идеологизам и политички нихилизам“, Књижевна историја, Београд, год, 46, бр. 153, 395-408 (УДК 82.163.41.09 Домановић Р. / 821.163.41:316.75 / ISSN 0350-6428)
- 2015. „Имагинарна Европа“, Узданица, Јагодина, 1/2015, 49-54. (УДК 831.163.41.:316.7; ISSN 1451-673X)
- 2015. „Цинизам медицине и лечење литературом“, Теме, Ниш, бр. 1/2015, 263-273. (ISSN 0353-7919; UDK 61:172.4+82:2-468.6)
- 2015. „Рат је отац свих ствари и жртва Црњанског“, Рат и књижевност (Зборник са Деветог међународног научног скупа Српски језик, књижевност, уметност), књ. 2, одговорни уредник Драган Бошковић, Филолошко-уметнички факултет, Крагујевац, (УДК 821.163.41-31.09 Crnjanski M. 1 Heidegger M. /.  978-86-85991-81-3. стр. 35–47.)
- 2015. „Српска књижевност: јуче, данас, сутра“, Значај српског језика и књижевности за очување идентитета Републике Српске IV: Будућност српског језика и књижевности у Републици Српској и процеси (дез)интеграција, ур. Милош Ковачевић, Филозофски факултет, Источно Сарајево, Пале, 57-72.  978-99938-47-63-2.
- 2015. „Узалуд: Поетичко место Бранка Миљковића у једновековној модернизацији српског песништва“, Бранко Миљковић, ново читање (Зборник са научног скупа одржаног у Нишу 14-15. јуна 2014. године), ур. Данијела Поповић, Филозофски факултет Универзитета, Ниш, 275-284. (УДК 821.163.41.09 Миљковић Б. 82.09 /.  978-86-7379-397-9.)
- 2016. „Епска мобилизација“, Призор, Лозница, бр. 13, 18-20. (ISSN 1451-2041 / УДК 821.163.41-5)
- 2016. „Бели зес или како мислити књижевност, Rock’n’Roll, културу: Луис Керол, Jefferson Airplane, The Matrix, Rock’n’Roll (Зборник са Десетог међународног научног скупа Српски језик, књижевност, уметност), књ. 2, одговорни уредник Драган Бошковић, Филолошко-уметнички факултет, Крагујевац, (УДК 82.0:78.067.26 / 130.2:78.067.26 /.  978-86-85991-95-0. стр. 21–27.)
- 2016. „Полузвезда, полузнак, полуреализам Ј. Г. Миленка“, Душан Иванић (Зборник са међународног округлог стола), ур. Драган Бошковић, Драгана Вукићевић, Филолошко-уметнички факултет, Крагујевац, 87-97. (УДК 821.163.41.09 grčić milenko j.)
- 2016. „Рационализам и митологизам: 1+1=Вук“, Canis Lupus између обредне маске и књижевне животиње, уредик Маја Анђелковић, Јеленка Пандуревић, Филолошко-уметнички факултет, Крагујевац, 2015, 39-49 (УДК 82.09:291.13 / 398:639.111.7:82.09 /.  978-86-80596-00-6.)
- 2017. „Језик има облик поетике: Данило Киш“, Српски језик, XXII, 2017, 241-248. (ISSN 0354-9259/ UDK 821.163.41.08 Kiš D.)
- 2017. „Шта људи не говоре: Људи говоре Растка Петровића, Тишина (Зборник са Једанаестог међународног научног скупа Српски језик, књижевност, уметност), књ. 2, одговорни уредник Драган Бошковић, Часлав Николић, Филолошко-уметнички факултет, Крагујевац, (УДК 821.163.41-31.09 Petrović R. /.  978-86-80796-08-6. стр. 25–30.)
- 2018. „Грађанска култура, нарација, филм, модернизам, жеља: Анрић и Мир Јам“, Књижевна историја, бр. 162/2017, 197-209. (УДК 791.026:821.163.41-3 / ISSN 0350-6428)
- 2018. „Лутер VS Тереза Авилска: Раздируће настајање модернитета“, Протестантизам (Зборник са Дванаестог међународног научног скупа Српски језик, књижевност, уметност), књ. 2, одговорни уредник Драган Бошковић, Часлав Николић, Филолошко-уметнички факултет, Крагујевац, 25-32. (UDK 27-36:929 Teresa de Jesus, sveta, 274.5:929 Luther M. / ISSN 978-86-80796-25-3 Parameter error in {{issn}}: Invalid ISSN.)
- 2018. „Иследник, сведок, прича”, у: Данило Киш, Антологијска едиција Десет векова српске књижевности књ. 92, прир. Михајло Пантић, Издавачки центар Матице српске, Нови Сад, 427-434.  978-86-80730-11-0.

#### Критике, прикази
- 1998. „Стуб тишине“ (Драган Хамовић, Ствари овдашње), Политика, Београд, 8. септембар, 26.
- 2000. „Његош и нихилизам“ (Мило Ломпар, Његош и модерна), Књижевна историја, Београд, бр. 107-108, 1999, 64-70. (УДК 886.1-1.09(048.1) / ISSN 0350-6428)
- 2000. „Пол Рикер протумачен деци“ (Зорица Бечановић-Николић, Херменеутика и поетика), Књижевна историја, Београд, бр. 109, 1999, 337-348. (УДК 801.73(048.83) / ISSN 0350-6428)
- 2001. „Ломпар као ђаво“ (Мило Ломпар, Црњански и Мефистофел), Књижевна историја, Београд, бр. 110, 2000, 141-147. (УДК 886.1.01(048.1) / ISSN 0350-6428)
- 2001. „Хамлет је читао Шекспира“ (Новица Милић, Предавања о читању), Књижевна историја, Београд, бр. 111-112, 2000, 240-243. (УДК 82:028.02 / ISSN 0350-6428)
- 2001. „Белине на памћењу“ (Војислав Карановић, Син Земље), Луча, Суботица, бр. 1, 91-93. (ISSN 0354-7787)
- 2001. „Границе поезије“ (Саша Радојчић, Елегије, ноктурна, етиде (Изабране и нове песме)), Књижевни магазин, Београд, новембар-децембар, 31. (ISSN 1451-0421)
- 2002. „Гробница за Бориса, човече“ (Данило Киш, Гробница за Бориса Давидовича, јубиларно издање), Књижевни магазин, Београд, јануар, 42. (ISSN 1451-0421)
- 2003. „Још једна одбрана стварности“ (Жан-Мари Шефер, Зашто фикција?), Књижевна историја, Београд, бр. 118, 2002, 343-346. (УДК 82:0(048.83) / ISSN 0350-6428)
- 2003. „Ахасфер, геније путовања“ (Жан д Ормесон, Прича Јеврејина луталице), Блиц, Београд, 2. јул, 35.
- 2003. „Синдром ’Бартлби’“ (Енрике Вила-Матас, Бартлби и компанија), Књижевни магазин, Београд, децембар, 44-45. (ISSN 1451-0421)
- 2003. „Гробница за Ирину Владимирову“ (Виктор Јерофејев, Руска лепотица), Повеља, Краљево, бр. 3, 158-160. (УДК 82 / ISSN 0352-7751)
- 2003. „Постојати ’на прагу’“ (Јован Павле II, Римски триптих), Благовест, Београд, септембар, 31-33. (ISSN 0006-4504 Parameter error in {{issn}}: Invalid ISSN.)
- 2004. „Малармеов сан“ (Војислав Карановић, Светлост у налету), Кораци, Крагујевац, бр. 3-4, 186-190. (УДК 82 (52) / YU ISSN 0454-3556)
- 2004. „Историја једног ја“ (Војислав Тодоровић, Немаш гајтан, Еразмо), Књижевни магазин, Београд, септембар, 40-41. (ISSN 1451-0421)
- 2004. „Када се воде повуку“ (Кајоко Јамасаки, Родина, убусуна), Повеља, Краљево, бр. 3, 179-181. (УДК 82 / ISSN 0352-7751)
- 2005. „Песнички станује кућа“ (Марко Вуковић, Дивљи камен), Развитак, Зајечар, бр. 221-222, 77-78 (ISSN 0034-0278).
- 2006. „(Без)утешно путовање“ (Кајоко Јамасаки, Сановник, река), Књижевни магазин, Београд, јануар-фебруар, 39-40 (ISSN 1451-0421)
- 2006. „Лепо над празнином“ (Драган Јовановић Данилов, Гнездо над понором), Летопис Матице српске, Нови Сад, април, 700-703. (УДК 82(05) / ISSN 0025-5939)
- 2006. „Још један споменик Данилу Кишу“ (Споменица Данилу Кишу: поводом седамдесетогодишњице рођења), Летопис Матице српске, Нови Сад, новембар, 1019-1023. (УДК 82(05) / ISSN 0025-5939)
- 2006. „Призивање краља“ (Малиша Станојевић, Портрет народног краља), Липар, Крагујевац, бр. 25-26, 115-117.
- 2007. „? ? ? ? ? ? ?“ (Миливоје Пајовић, Антологија новије српске поезије: Осамдесете године, двадесети век), Београдски књижевни часопис, бр. 8, Београд, 182-186.
- # а) 2008. „Болести транзиције“ (Слободан Владушић, На промаји; Слободан Владушић, Потртрет херменеутичара у транзицији), Поља, Нови Сад, 449/јануар-фебруар, 139-142. (82(05)) ISSN 0032-3578)
- # б) 2008. „Болести транзиције“ (Слободан Владушић, На промаји; Слободан Владушић, Потртрет херменеутичара у транзицији), Руковети, Суботица, бр. 5-6, 81-83. (ISSN 0035-9793 / COBISS.SR-ID 3249922)
- 2008. „Пристати на истину“ (Мило Ломпар, Моралистички фрагменти), Кораци, Крагујевац, бр. 5-6, 142-149. (УДК 82 (52) / YU ISSN 0454-3556)
- 2012. „Ни привиди ствари“ (Војислав Карановић, Унутрашњи човек), Летопис Матице српске, Нови Сад, књ.115, св. 1, 1050-1053. (УДК 82(05) / ISSN 0025-5939)
- 2012. „Некоме ко (не)ће доћи“ (Маурицио Рола, Више од сенке), Летопис Матице српске, Нови Сад, књ.115, св. 1, 1050-1053. (УДК 82(05) / ISSN 0025-5939)
- 2012. „Ода подневу, Ниче“ (Ален Бешић, Голо срце), Повеља, Краљево, бр. 3, 135-137.
- 2013. „Књижевност је лице језика: О лингвостилистичкој херменеутици Милоша Ковачевића“, Узданица, Јагодина, 79-82.

### Огледи
- 1994. „Немоћ и критика“ (коаутор Саша Илић), Књижевне новине, Београд, јул, 17.
- 1996. „Gledanje srcem“, Blagovest, Beograd, april, 30. (ISSN 008-4505 Parameter error in {{issn}}: Invalid ISSN.)
- 1997. Текст у каталогу који је пратио изложбу слика Борка Петровића одржану јуна месеца у Подгорици.
- 2005. „Jovan Pavle II – pesnik, papa, teolog“, Blagovest, Beograd, br. 4, 23. (ISSN 0006-4504 Parameter error in {{issn}}: Invalid ISSN.)
- 2006. „Гоулд Верскојлс (неколико бележака)“, Књижевни магазин, Београд, јануар-фебруар, 22-23. (ISSN 1451-0421)
- 2007. „Корице и књиге“ у каталогу Поглед на Првенац, изложбе корица књига едиције Првенац, СКЦ, Крагујевац.
- 2007. „Теориофилија: Идоли и илузије књижевнотеоријског мишљења“, Књижевни магазин, септембар, Београд, 28-31. (ISSN 1451-0421)
- 2009. „Кроз шарен одраз живот нам се даје“, текст у каталогу изложбе Ирене Кнежевић, Модерна галерија Народног музеја Крагујевац, 19. март-22. април.
- 2011. „Имагинација смрти“, текст у каталогу изложбе Колекционар воде Милице Антонијевић, Галерија СКЦ Нови Београд, 13-25. април.
- 2011. „Речи – наша крила, откуцаји срца: О песништву Живорада Недељковића“, Дисово пролеће, Градска библиотека Владислав Петковић Дис, Чачак, бр. 42, 18.
- 2012. „Данилов“, Дисово пролеће, Градска библиотека Владислав Петковић Дис, Чачак, бр. 43, 16.
- 2012. Текст у каталогу изложбе Тамаре и Саше Пајковић (Галерија Графичког колектива, Београд)
- 2012. „Живот је – плакат!“, текст у каталогу изложбе Слободана Штетића (Графички колектив, Београд)
- 2014. „Војислав Карановић“, Анали Огранка САНУ у Новом Саду, бр. 9/2013, 75-77. (ISSN 1452 Parameter error in {{issn}}: Invalid ISSN.–4112)
- 2014 „Штетић, Шекспир“, текст у каталогу изложбе Слободана Шетића у Галерији „Мостови Балкана“, Крагујевац.
- 2015. „B. B. B.“, Sent, br. 37-38, 28-33
- 2018. „Прах си и у прах ћеш се вратити“, текст у каталогу изложбе Кратки резови Јелена Шалинић Терзић у Универзитетској галерији, Крагујевац.

#### Поговори/предговори
- 2004. „Малармеов сан“, у: Војислав Карановић, Светлост у налету, Плато (треће издање), Београд, 92-98.
- 2004. „Када се воде повуку“, у: Кајоко Јамасаки, Родина, убусуна, СКЦ, Београд, 57-62.
- 2006. „Мапа града, шетње поезијом“, у: Слободан Зубановић, Дорћолски дисконт, Градска библиотека Владислав Петковић Дис, Чачак, 79-88.
- 2006. „Буди мртав у Елпенору: Поетска гноза Саше Јеленковића“, у: Саша Јеленковић, Елпенори, Градац, Чачак, 101-116.
- 2006. „Слободан пад Драгана Радованчевића“, у: Драган Радованчевић, Клатно се боји летења, Градска библиотека Владислав Петковић Дис, Чачак, 63-66.
- 2008. „Силмулације идентитета, симулације песништва“, у: Соња Веселиновић, Поема преко, Дом омладине Зајечар, Зајечар, 123-131.
- 2009. „Деца града и њихове „игре поезије“, у: Драгана Брдарић, Игре за децу града, Дом омладине Зајечар, Зајечар.
- 2013. „Епилог поезији“, у: Ђорђе Сибиновић, Речник поезије, КОВ, Вршац.
- 2015. „КАРАНОВИЋ: Где је песма?“, у: Војислав Карановић, Поезија настаје, изабране песме, Народна библиотека Србије, Београд, 387-403.
- 2016. „Poezija je uvek ljubavna poezija“, u: Momčilo Janković, Pesme, Beosing, Beograd, 2016, 81-85:
- 2016. „ШУМ БИЋА: EX PONTO КАЈОКО ЈАМАСАКИ“, у Кајоко Јамасаки, Светлосне обале, Завод за културу Војводине, Нови Сад, 117-121.
- 2018. „Тишина си, и у тишину ћеш се вратити“, у: Милош Петковић, Поезија, Грађански форум, Нови Пазар, 226-227.

#### Рецензије књига
- 2004. Немаш гајтан, Еразмо, Војислава Тодоровића (Просвета, Ниш).
- 2005. Сановник, река, Кајоко Јамасаки (Рад, Београд).
- 2005. Пенелопа у транзицији Јање Раонић (Награда Млади Дис, Чачак; Фонд Дејан Манчић, Ниш)
- 2005. Дах ствари, Војислав Карановић (Градска библиотека Владислав Петковић Дис, Чачак).
- 2006. Дорћолски дисконт, Слободана Зубановића (Градска библиотека Владислав Петковић Дис, Чачак).
- 2006. Клатно се боји летења Драгана Радованчевића (Градска библиотека Владислав Петковић Дис, Чачак).
- 2008. Олујни брег Кајоко Јамасаки (Рад, Београд).
- 2012. Невидљиво збивање: Православна духовност Григорија Божовића Јасмине Ахметагић (Институт за српску културу: Приштина)
- 2013. Књижевност за децу и младе Виолете Јовановић и Илијане Чутуре (Педагошки факултет, Јагодина)
- 2015. Љубомир Кораћевић, Лагер (дијатриба), КОВ, Вршац.
- 2016. Милка Николић, Практикум из методике наставе српског језика и књижевности, ФИЛУМ, Крагујевац.
- 2016. Марина Петровић Јулих, Сви смо били текст... Садашње стање у институционализованој настави књижевности у Србији (Емпиријско истраживање спроведено међу студентима и студенткињама германистике), ФИЛУМ, Крагујевац.
- 2016. Јелена Арсенијевић, TERRA AMATA vs. TERRA NULLIUS: Дискурс о (пост)колонијализму у делима Б. Вонгара и Ж. М. Г. ле Клезиоа, Филум, Крагујевац.
- 2016. Предраг Тодоровић, ПЛAНЕТА ДАДА: Историјат и поетика, Институт за језик и књижевност, Београд.
- 2016. Ђорђе Д. Сибиновић, Погрешно, Агора, Нови Сад.
- 2018. Мирјана Секулић, Шпанија Милоша Црњанског, ФИЛУМ, Крагујевац.
- 2018. Љубица Васић, Амерички поствијетнамски идентитет, Филум, Крагујевац

## Литерарна био-библиографија
- 1995. Почео да објављује своје поетске радове у зборницима са фестивала поезије и у књижевној периодици.
- 1997. (август, Будва) ‒ Трг песника.
- 2000. (август, Краљево) ‒ Дани Преображења.
- 2004. (август, Будва) ‒ Књижевни портрет на Тргу песника.
- 2004. (мај, Зајечар) ‒ Читање воде.
- 2005. (Библиотека „Милутин Бојић“, Београд) ‒ Водио разговор са Сашом Јеленковићем на „Трибини СКД-а“
- 2005. (март, Галерија културног центра, Београд) ‒ Песнички дијалог са Војиславом Карановићем Светски дан поезије.
- 2006. (Народни музеј, Чачак) ‒ Читање поезије.
- 2012. (август, Краљево) ‒ Дани Преображења.
- 2014. (март, Врање) ‒ Борина недеља.
- 2014. (мај, Монца, Италија) ‒ Књижевни портрет.
- 2015. (мај, Чачак) ‒ Поезија данас.
- 2016. Основао поетски бенд ТХЕ ВОЦАЛ ЦЛАСХ (чланови: Александра Стојановић, Даница Савић, Славица Николић / наступили у Зајечару, Крагујевцу, Београду (Културни центар Београда, Светски дан поезије, Чумић боок фест), Подгорици, Будви, Краљеву...
- 2016. (март, Дом омладине) - Светски дан поезије.
- 2018. (мај, Библиотека Раде Драинац, Прокупље) ‒ Драинчеви дани.
- 2018. (август, Пекинг, Кина) ‒ Међународни сајам књига.

#### Самосталне књиге
- Одисеј - каталошка прича (коаутор Саша Илић), Матица српска, Нови Сад, 1998.
- Вртоглавица, лаж и Вавилон од картона, Књижевна омладина Србије, Београд, 1998.
- У једном телу, Плато, Београд, 2003.
- Исаија, Народна библиотека „Стефан Првовенчани“, Краљево, 2006.
- Otac, Narodna biblioteka „Stefan Prvovenčani“, Kralјеvo, 2013.
- The Clash, Kulturni centar Novog Sada, Novi Sad, 2016.
- Ave Maria, Samizdat, Beograd, 2018.
- Breaking Тhe Waves, Народна библиотека „Стефан Првовенчани“, Краљево, 2019.
- Bogurodzica, The Clash i to miasto = Bogorodica, The Clash i ovaj grad, Wydawnictwo Naukowe UAM, Poznań , 2019.
- Úristen, Samizdat, Beograd, 2020.
- Život i ja smo kvit! : viberpunk poezija, Kulturni centar Novog Sada, Novi Sad, 2020.
- Sandinista : (tri crvene pоeme), "Sumatra" izdavaštvo, Šabac, 2022.
- Најновији завет : изабране песме, Градска библиотека "Владислав Петковић Дис", Чачак, 2022.
- Ево ме!, "Суматра" издаваштво, Шабац, 2024.

#### Периодика
- 1997. „Полутаме“, Реч, Београд, број 30, 41-43.
- 1997. „Складиште митова“, Овдје, Подгорица, број 337-338-339, 56-57.
- 1997. „Две песме“, Савременик, Београд, број 47-48-49, 14-16.
- 1997. „Књига о Апокалипси“, Реч, Београд, број 39, 11-15.
- 1997. „Полуигре“, Повеља, Краљево, број 3-4, 32-37.
- 1997. „Вртоглавица у главама“, Летопис Матице српске, Нови Сад, новембар, 662-664.
- 1998. „Књига о Вавилону“, Овдје, Подгорица, број 352-353-354, 31-32.
- 1999. „У једном телу“, Летопис Матице српске, Нови Сад, април, 466-468.
- 1999. „Сателит о Сизифу“, Политика, Београд, 25. децембар, 25.
- 1999. „Поезија је ужасно немоћна“, Летопис Матице српске, Нови Сад, новембар, 623-626.
- 2000. „Олују нисам помиловао по коси“, Северни бункер, Кикинда, број 4, 10-11.
- 2000. „Језик је продужни гајтан“, Летопис Матице српске, Нови Сад, октобар, 492-498.
- 2000. „Наше песме су једна кост“, Књижевне новине, Београд, број 1019-1020, 14.
- 2000. „Био си сувише наш да те не бисмо убили“, Луча, Суботица, број 4, 5-7.
- 2000. „Антиохија Сиријска“, Повеља, Краљево, број 3, 10-14.
- 2001. „Тајна има лице“, Књижевне новине, Београд, број 1027-1030, 6.
- 2002. „Књига пророка Захарија“, Летопис Матице српске, Нови Сад, март, 241-245.
- 2002. „Две главе Јована Крститеља“, Липар, Крагујевац, број 12, 32-33.
- 2002. „Филм без имена“, Књижевни лист, Београд, број 3, 1. октобар, 20.
- 2004. „Исаија“, Летопис Матице српске, Нови Сад, јануар, 67-71.
- 2004. „Искушења светог Себастијана“, Летопис Матице српске, Нови Сад, децембар, 793-796.
- 2004. „Без предаха“, Луциоле (број 7), превод на јапански.
- 2005. „Нећу више читати књиге“, Књижевни магазин, Београд, новембар, 18-19.
- 2006. Четири песме на пољском у пољском часопису Побоцза, Нр 3 (25), Wрзесиен,282-206. (ISSN 1505-1676) / исти циклус преведен и на чешки
- 2006. Једна песма у часопису Цоррео Еxтремафицциóн, Беер-Схева/Исраел/Томо ВИ/Нúмеро 3, 16 де маyо де 2005
- 2006. Седам песма у словеначком часопису Литература, Љубљана, септембер/октобер 2006, летник XВИИI, 118-124.
- 2007. Пет песама на пољском у пољском часопису Побоцза, Нр 1 (27), Wрзесиен, 2007, 111-113. (ISSN 1505-1676) / исти циклус преведен и на чешки и словеначки
- 2009. „Икаров пад“, у: Славко Стаменић, Бескрајна моћ говора (лектира за осми разред основне школе), Завод за уџбенике и наставна средства, Београд.
- 2012. „Отац“, Књижевност, Београд, бр. 1/2013, 26-33.
- 2013. „Блажена Иванка од Страха“, Полја, Нови Сад, бр. 480, март-април, 19-24.
- 2013. „Отац“, Летопис Матице српске, Нови Сад, мај, бр 491, 610-613.
- 2013. „Непостојећа библиотека“, Читанка, драгана
- 2016. „Хамбург Цаллинг“, Кораци, Крагујевац.
- 2016. Четири песме у словеначком часопису Апоклипса, превод на словеначки, 76-79.
- 2017. „Јуст кееп сwимминг“, Културни додатак, Новости, 03.02.2017.
- 2017. „Писала би ми усред ноћи“, Летопис Матице српске, Нови Сад, децембар, 774-778.
- 2017. Три песме, Летиал, превод на шпански, 18/2017, 112-117.
- 2018. „Гутљај воде“, Културни додатак, Новости, 17.08.2018.
- 2018. „Празних џепова“, Летопис Матице српске, Нови Сад, септембар, 236-238.
- 2018. „Вртим се у круг“, Поља, Нови сад, јул-август, бр. 512, 5-8.
- 2018. „Глорија“, Повеља, Краљево
- 2018. „16:03ПМ“, Кораци, Крагујевац, бр.7-9, 9-11.

#### Зборници
- 1995. „Песме“, у: Поезија младих ’95, Врбас, 12-15.
- 1996. „Полуприча“, у: Рукописи 20, Панчево, 23.
- 1997. „Песме“, у: Поезија младих ’97, Врбас, 18-21.
- 1997. „Песме“, у: Млади мај ’97, Зајечар, 17-19.
- 1997. „Песма другослућеница“, у: Шумадијске метафоре ’97, Младеновац, 27.
- 2004. Српско-пољски песнички мост (двојезично), СКЦ, Крагујевац, 9-21.
- 2006. Певачи уснуле престонице: два века крагујевачких песника, КБ, Крагујевац, 235-236.

#### Есеји, аутопоетика
- 2004. „Шулц – јединица за меру распадања“, Градац, Чачак, бр. 147-148, 192-194. (ISSN 0351-0379)
- 2004. „Ко нема уши нека – чује“, Књижевни магазин, Београд, јун, 21-23. (ISSN 1451-0421)
- 2014. „Б. Б. Б.“, Сент

#### Интервјуи
- 1999. „Рађање каталошке приче“ (интервју са мном и Сашом Илићем водио Срђан В. Тешин), Кикиндске новине, Кикинда, 17. септембар, 21.
- 2004. „Поезија постаје све“ (интервју са мном водио Драгољуб Станковић), Књижевни магазин, Београд, мај, 45-47.
- 2006. „Хтео сам да припитомим лудило језика“ (водио интервју са Сашом Јеленковићем), Књижевни магазин, Београд, април, 13-17.
- 2013. „Песник је археолог одсустности“, Поједничано – издање часописа Повелја, год. 4, бр. 13, Кралјево, децембар 2013.
- 2014. „Пукотина у језику“, Новости, Београд, 28.04.2014.
- 2016. Певања и мишлјења Драгана Бошковића: „Не знам ко је убио Лору Палмер“, Сербум:
- 2016. Анкета: Поезија данас, Летопис матице српске, јул-август, 66-73.

#### Награде
- 1997. На фестивалу поезије у Врбасу добио трећу награду.
- 1999. Вртоглавица, лаж и Вавилон од картона ‒ награда Матићев шал за најбољу песничку књигу објављену 1998/1999 (додељује Културни центар, Ћуприја)
- 1999. Вртоглавица, лаж и Вавилон од картона ‒ Бранковом наградом за најбољу прву књигу (додељује Удружење књижевника Војводине, Нови Сад).
- 2005. У једном телу ‒ награда Бранко Ћопић (додељује САНУ, Београд).
- 2019. Ave Maria ‒ награда Бранко Миљковић за најбољу књигу песама у 2018. години.[3]

#### Учешће у жиријима
- 1999. Жири едиције Пегаз (Књижевна омладина Србије, Београд)
- 2000. Жири награде Матићев шал (Културни центар, Ћуприја)
- 2003-2015. Жири награде Меша Селимовић (Вечерње новости, Београд)
- 2004-2008. Жири Фестивала младих песника „Дани поезије“ (Дом омладине, Зајечар)
- 2007-2008. Жири Фестивала младих песника „Дани поезије“ (Дом омладине, Зајечар) –
- председник жирија
- 2004-2006. Жири едиције Певенац (СКЦ, Крагујевац)
- 2005-2006. Жири награде Млади Дис (Градска Библиотека Владислав Петковић Дис, Чачак) – председник жирија
- 2011-2012. Жири награде Владислав Петковић Дис (Градска Библиотека Владислав
- Петковић Дис, Чачак)
- 2014. Жири награде Исидора Секулић (Општина Савски венац, Београд)